# Glasoviti Hrvati prošlih vjekova
Glasoviti Hrvati prošlih vjekova zbirka je životopisa koju je sastavio hrvatski povjesničar i književnik Ivan Kukuljević Sakcinski. Objavio ju je u Zagrebu 1886. godine u nakladi Matice hrvatske.

## Povijest
Kukuljević u predgovoru iznosi razloge izdavanja ovakvog djela:
Pribrao sam ovdje u jedno njekoliko životopisa glasovitih Hrvata prošlih vjekova, pak kao što sam pred mnogo godina, mislim ne bez koristi a s velikim svojim trudom, mnoge ovakove životopise, kao prilog za hrvatsku političku i književnu poviest, priobćio hrvatskomu svietu, tako priobćujem evo i ove životopise putem naše "Matice Hrvatske", da se naš sviet ugleda i u ove svoje glasovite muževe, te poprimi sve njihove vrline, a ujedno da se uzmogne uz njihova sjajna djela otačbeničkim ponosom zanieti, te ih sliediti u njihovih uzornih činih. Ja sam u ovoj knjizi opisao život većinom u nas dosele malne sasvim nepoznatih naših ljudi, a ipak bijahu ovo bez razlike velikani, koji su mnogi i u našoj Hrvatskoj na raznom polju megdan slavno dielili, a ponajpače širom velikoga svieta svoje ime, a njekoji i svoju otačbinu, trajno proslavili. Da je u nas bivalo boljih prilika, mnogi od ovih muževa, kojim sam u ovoj knjizi, u koliko sam gradje pribrao, bar u glavnih crtah orisao život, bio bi možda i više na korist svoje domovine djelovao i uradio, te se ne bi širom dalekoga svieta potucao i tudju slavu novimi lovor-vienci kitio; al kad toga nije bilo, neka budu ovi naši njekadanji velikani bar poticalo našoj današnjoj mladeži, da ona i bolje prilike stvori u svojoj domovini, i trud i nastojanje svoje posveti li na korist i probit svojoj ljubljenoj Hrvatskoj!

## Sadržaj
U knjizi se nalaze životopisi Ivana Česmičkog, Stjepana Brodarića, Antuna Vrančića, Mehmed-paše Sokolovića, Stjepana Konzula Istranina, Dinka Zavorovića, Jurja Habdelića, Ivana Ivaniševića i Ruđera Josipa Boškovića. 
Sakcinski je u knjizi također opisao povijest plemićke obitelji Draškovića Trakošćanskih.